# Llista de gèneres de fòlcids
Aquesta és la llista de gèneres de fòlcids, una família d'aranyes araneomorfes, amb la informació recollida fins al 21 de desembre de 2006. Està formada per 80 gèneres i 959 espècies. La categorització en subfamílies segueix les propostes de Joel Hallan en el seu Biology Catalog.

## Subfamílies i gèneres

### Holocnemidae
Probablement no és un grup monofilètic.
- Artema Walckenaer, 1837
- Aymaria Huber, 2000
- Cenemus Saaristo, 2001
- Ceratopholcus Spassky, 1934
- Crossopriza Simon, 1893
- Holocnemus Simon, 1873
- Hoplopholcus Kulczyn'ski, 1908
- Ixchela Huber, 2000
- Physocyclus Simon, 1893
- Priscula Simon, 1893
- Smeringopus Simon, 1890
- Stygopholcus Absolon & Kratochvíl, 1932
- Wugigarra Huber, 2001

### Modisiminae
És un grup de distribució americana.
- Blancoa Huber, 2000
- Bryantina Brignoli, 1985
- Canaima Huber, 2000
- Carapoia González-Sponga, 1998
- Chibchea Huber, 2000
- Coryssocnemis Simon, 1893
- Kaliana Huber, 2000
- Litoporus Simon, 1893
- Mecolaesthus Simon, 1893
- Mesabolivar González-Sponga, 1998
- Modisimus Simon, 1893
- Otavaloa Huber, 2000
- Pisaboa Huber, 2000
- Pomboa Huber, 2000
- Psilochorus Simon, 1893
- Stenosfemuraia González-Sponga, 1998
- Systenita Simon, 1893
- Tainonia Huber, 2000
- Teuia Huber, 2000
- Tupigea Huber, 2000
- Waunana Huber, 2000

### Ninetinae
No és un grup monofilètic.
- Aucana Huber, 2000
- Chisosa Huber, 2000
- Enetea Huber, 2000
- Galapa Huber, 2000
- Gertschiola Brignoli, 1981
- Guaranita Huber, 2000
- Ibotyporanga Mello-Leitão, 1944
- Kambiwa Huber, 2000
- Mystes Bristowe, 1938
- Nerudia Huber, 2000
- Ninetis Simon, 1890
- Papiamenta Huber, 2000
- Pholcophora Banks, 1896
- Tolteca Huber, 2000

### Pholcinae
C. L. Koch, 1851
- Aetana Huber, 2005
- Anopsicus Chamberlin & Ivie, 1938
- Belisana Thorell, 1898
- Buitinga Huber, 2003
- Calapnita Simon, 1892
- Khorata Huber, 2005
- Leptopholcus Simon, 1893
- Metagonia Simon, 1893
- Micromerys Bradley, 1877
- Ossinissa Dimitrov & Ribera, 2005
- Panjange Deeleman-Reinhold & Deeleman, 1983
- Paramicromerys Millot, 1946
- Pholcus Walckenaer, 1805
- Quamtana Huber, 2003
- Savarna Huber, 2005
- Smeringopina Kraus, 1957
- Spermophora Hentz, 1841
- Spermophorides Wunderlich, 1992
- Uthina Simon, 1893
- Wanniyala Huber & Benjamin, 2005
- Zatavua Huber, 2003

### ''Incertae sedis
- Carupania González-Sponga, 2003
- Ciboneya Pérez, 2001
- Falconia González-Sponga, 2003
- Holocneminus Berland, 1942
- Micropholcus Deeleman-Reinhold & Prinsen, 1987
- Pehrforsskalia Deeleman-Reinhold & van Harten, 2001
- Pholciella Roewer, 1960
- Pholcoides Roewer, 1960
- Queliceria González-Sponga, 2003
- Sanluisi González-Sponga, 2003
- Tibetia Zhang, Zhu & Song, 2006
- Trichocyclus Simon, 1908